# Tetraleurodes perseae
Tetraleurodes perseae is een halfvleugelig insect uit de familie witte vliegen (Aleyrodidae), onderfamilie Aleyrodinae. De soort is in september 1982 ontdekt in een avocadoboomgaard in San Diego County in de Verenigde Staten en is in 1995 geldig beschreven.

## Uiterlijk
De volwassen dieren zijn circa 1,2 millimeter lang en hebben witte vleugels met drie bruinrode zigzaggende dwarsbanden. De nimfen zijn bruin en dragen hun exuviae op hun rug. De poppen hebben een opvallende, witte, wasachtige rand.

## Waardplanten en biologische bestrijding
Waardplanten zijn de avocadoboom en andere planten uit de laurierfamilie; de vlieg brengt beperkte schade toe aan de avocadoteelt. Het vrouwtje legt twintig tot dertig eitjes op de onderkant van het blad. De overvloedige zoete afscheiding van de dieren veroorzaakt honingdauw en roetdauw. Zware vraat leidt tot misvormd jong blad, bladval, verzwakte planten en een kleinere oogst. In Mexico en het Midden-Oosten worden ze biologisch bestreden met het lieveheersbeestje Clitostethus arcuatus, in Californië, waar deze soort niet voorkomt, zet men de parasitoïde vliesvleugelige Cales noacki in.

## Verspreiding
De vlieg komt voor in Midden-Amerika, Mexico, Florida, Californië, Libanon en Israël. De verspreiding over zo'n groot gebied is veroorzaakt door het transport van aangetaste avocadoplanten. In het Midden-Oosten kunnen zich zeven generaties per jaar ontwikkelen, in het Mexicaanse laagland acht tot elf.

## Benaming
In het Engels wordt deze vlieg aangeduid als red-banded whitefly. De wetenschappelijke naam Tetraleurodes perseae verwijst naar de meest voorkomende waardplant, Persea americana, de avodado. De naam van de soort is voor het eerst geldig gepubliceerd door Sueo Nakahara in 1995. In dat jaar noemde hij een allopatrische soort Tetraleurodes confusa, omdat deze makkelijk met T perseae te verwarren was.